# Rajons de Ludza
Le rajons de Ludza se situait dans la partie est de la Lettonie, dans la région du Latgale. Les rajons ont été supprimés par la réforme administrative de 2009.

## Population
Au recensement de l'an 2000, le district avait 35 125 habitants, dont :
- Lettons et Latgaliens : 19 776 personnes, soit 56,30 %.
- Russes : 12 690 personnes, soit 36,13 %.
- Biélorusses :  1 423 personnes, soit  4,05 %.
- Ukrainiens :    486 personnes, soit  1,38 %.
- Polonais :    376 personnes, soit  1,07 %.
- Lituaniens :     91 personnes, soit  0,26 %.
- Autres :    283 personnes, soit  0,81 %.

Le terme Autres inclut notamment des ressortissants issus de l'ex-URSS (Estoniens, Moldaves...), ainsi que des Rroms. Une communauté ougrienne, de langue estonienne et de confession catholique (voir Lutsis) a vécu autour de Ludza durant de nombreux siècles, avant d'être assimilée par les Lettons à la fin du XIXe siècle.

## Subdivisions

### Pilsēta
- Kārsava
- Ludza

### Novads
- Cibla
- Zilupe

### Pagasts
- Blonti
- Brigi
- Cirma
- Goliševa
- Isnauda
- Istra
- Lauderi
- Mežvidi
- Mērdzene
- Nirza
- Ņukši
- Pasiene
- Pilda
- Pureņi
- Pušmucova
- Rundēni
- Salnava
- Zvirgzdene